# Oviascoma
Oviascoma es un género de hongos de la familia Pyronemataceae.